# Estación de Perpiñán
La estación de Perpiñán (en francés: Gare de Perpignan; en catalán: Estació de Perpinyà) es la principal estación ferroviaria de la ciudad francesa de Perpiñán. 
Por ella transitan un gran número de trenes de alta velocidad, así como de grandes líneas y regionales. La ciudad dispone de varios enlaces con España, a través de trenes de alta velocidad operados por Renfe-SNCF en Cooperación (Elipsos), que une Barcelona con las principales ciudades francesas.

## Situación ferroviaria
La estación se sitúa en nudo ferroviario que abarca las siguientes líneas férreas:
- Línea férrea Narbona - Portbou. Importante trazado que tiene su origen en Narbona y une la red ferroviaria francesa con España.
- Línea de alta velocidad Perpiñán-Figueras. Línea internacional de alta velocidad que conecta Francia con España superando los Pirineos gracias a un túnel de 8,3 kilómetros.
- Línea férrea Perpiñán - Villafranca - Vernet-les-Bains. Línea transversal que conecta Perpiñán con el sur de la región.
- Línea férrea Perpiñán - Thuir. Pequeña línea de 15 kilómetros cerrada al tráfico en 1994 y desmantelada tres años después.

## Historia

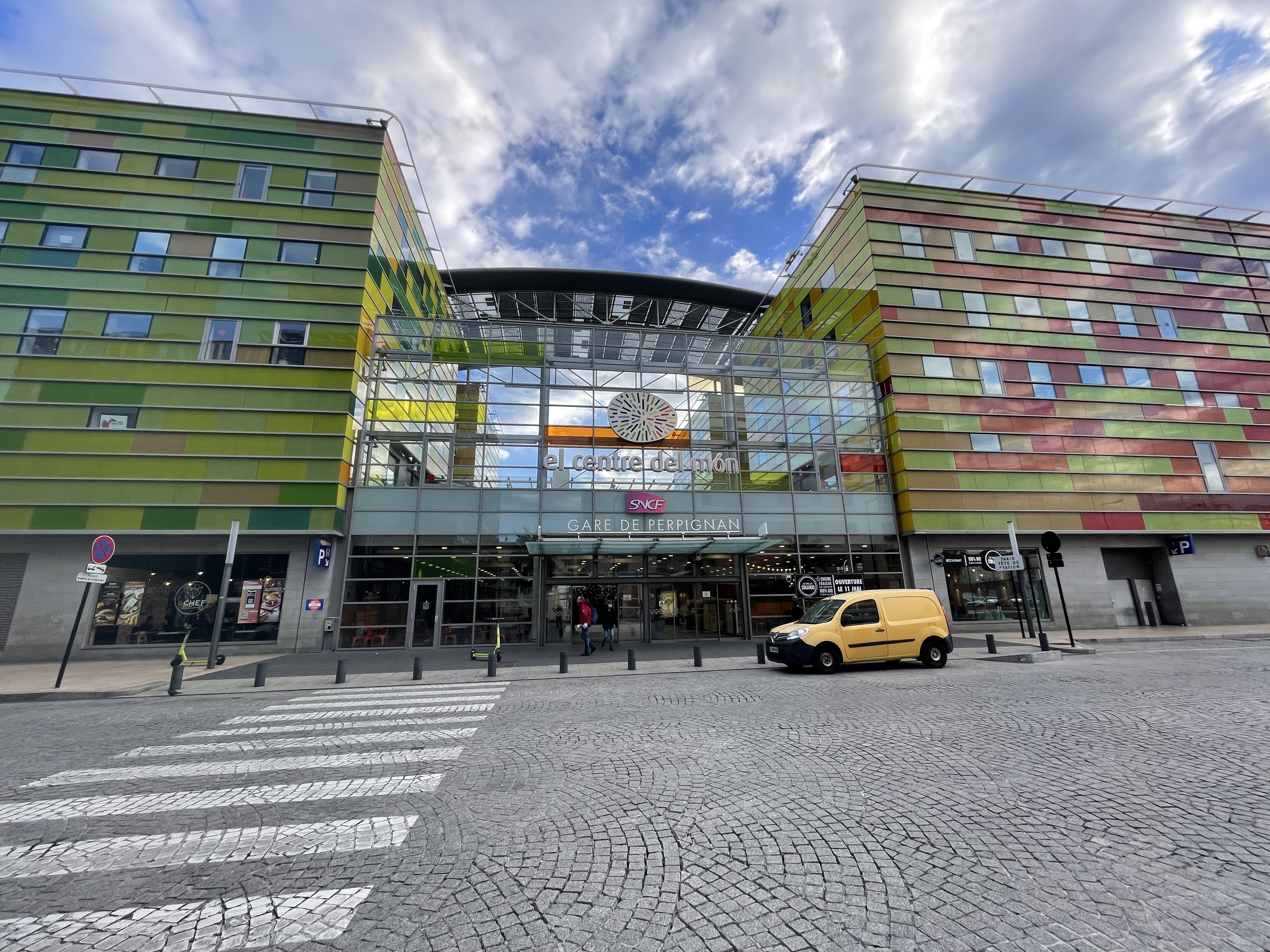
El nuevo edificio de la estación

La llegada del tren a Perpiñán se produjo en 1858 con la llegada de la línea Narbona-Perpiñán que luego continuaría hasta la frontera con España. Los primeros trenes se detenían en una estación provisional situada en Le Vernet hasta que se concluyó la construcción de un puente sobre el río Têt.

## Servicios ferroviarios

### Alta velocidad
Un elevado número de trenes de alta velocidad transitan por la estación:
- Línea Barcelona-Sants ↔ París. Tren TGV.
- Línea Barcelona-Sants ↔ Toulouse. Tren AVE.
- Línea Barcelona-Sants ↔ Lyon. Tren AVE.
- Línea Madrid-Atocha ↔ Barcelona-Sants ↔ Marsella. Tren AVE.

### Grandes líneas
Los siguientes trenes de grandes líneas transitan por la estación:
- Línea Cerbère ↔ París. Tren Intercités de Nuit.

### Regionales
Los siguientes trenes regionales transitan por la estación:
- Línea Cerbère / Portbou ↔ Narbona / Nimes / Aviñón.
- Línea Cerbère / Portbou ↔ Toulouse.
- Línea Villefranche - Vernet-les-Bain ↔ Perpiñán.